# Luigi San Nicolás
Luigi San Nicolás Schellens (nascut el 28 de juny de 1992) és un futbolista internacional andorrà que juga a l'Atlètic d'Escaldes com a davanter.

## Carrera
Nascut a Escaldes-Engordany, San Nicolás ha jugat a futbol de clubs al FC Andorra, CE Principat, FC Santa Coloma, FC Ordino, FC Lusitanos, UE Engordany i Atlètic d'Escaldes.
Va debutar internacionalment amb Andorra el 2018.